# Aetanthus mutisii
Aetanthus mutisii är en tvåhjärtbladig växtart som beskrevs av Adolf Engler. Aetanthus mutisii ingår i släktet Aetanthus och familjen Loranthaceae. Inga underarter finns listade i Catalogue of Life.